# Građevinsko inženjerstvo
Građevinsko inženjerstvo je profesionalna disciplina koja se bavi projektovanjem, planiranjem, izgradnjom i upravljanjem infrastrukturama kao što su putevi, tuneli, mostovi, aerodromi, železnica, objekti, zgrade, brane, komunalije i drugi projekti. Građevinarstvo je srodna oblast koja se prevashodno bavi praktičnim aspektima projekata. Građevinski inženjeri izučavaju aspekate dizajna koji se kreću od čisto građevinskih do onih vezanih za upravljanje projektima.
Na obrazovnom nivou studenti građevinskog inženjerstva koncentrišu se prevashodno na dizajnerskom poslu koji je u većoj meri analitički, što ih usmerava ka karijeri profesionalnog dizajna. Stoga se od njih u suštini zahteva da pohađaju mnoštvo izazovnih kurseva inženjerske nauke i dizajna u okviru sticanja četvorogodišnje akreditovane diplome. Obrazovanje građevinskih inženjera prvenstveno je usmereno na građevinske postupke, metode, troškove, raspored i upravljanje osobljem. Njihova glavna briga je da realizuju projekat na vreme u okviru budžeta i željenog kvaliteta.

## Radne aktivnosti
Građevinsko inženjerstvo je potdisciplina građevinarstva. Stoga građevinski inženjeri primenjuju svoje znanje, kao i poslovne, tehničke i rukovodilačke veštine stečene na dodiplomskom univerzitetskom nivou, kako bi nadgledali projekte kao što su izgradnja mostova, zgrada i stambenih projekata. Inženjeri građevine snažno su uključeni u dizajn i upravljanje/alokaciju sredstava u ovim projektima. Oni su zaduženi za analizu rizika, balans troškova i planiranje. Karijera u dizajnerskom radu zahteva profesionalnu inženjersku licencu (PE). Od osoba koje izaberu izaberu građevinsku karijeru se očekuje da prođu kroz inženjersku obuku (EIT), i steknu detaljno poznavanje osnova inženjerstva. Fakultetsko obrazovanje za ovu struku traje četiri do pet godina (4 godine u SAD), i tome sledi sticanje profesionalne licence. Neke države su od nedavno promenile preduslove za polaganje profesionalnog ispita. Dok se ranije bile neophone 4 godine radnog iskustva nakon diplomiranja kao preduslov za polaganje ispita za licencu profesionalnog inženjera, sad je u tim državama za polaganje profesionalnog ispita dovoljno 6 meseci radnog iskustva ukoliko su ostali uslovi zadovoljeni.
Početni profesionalni položaj građevinskih inženjera je obično na nivou projektnog inženjera ili pomoćnog projektnog inženjera. Oni su odgovorni za pripremu zahteva za kupovinu, obradu naloga za promene, pripremu mesečnih izveštaja o budžetu i rukovanje zapisnicima sa sastanka. Pozicija građevinskog menadžera nužno ne zahteva profesionalnu licencu; međutim, posedovanje takve licence čini pojedinca podobnijim na tržištu radne snage, jer PE licenca omogućava pojedincu da odobrava privremene građevinske projekte.

## Obrazovni zahtevi
Osobe koje žele da steknu diplomu građevinskog inženjera moraju prvo da utvrde da je program akreditovan od strane Akreditacionog odbora za inženjerstvo i tehnologiju (ABET). Ova akreditacija osigurava da fakultetski ili univerzitetski program ispunjava standarde kvaliteta utvrđene za profesiju za koju priprema svoje studente. U SAD-u trenutno postoji dvadeset i pet ABET akreditovanih programa u celoj zemlji.
Tipični nastavni plan i program inženjera je mešavina inženjerske mehanike, inženjerskog dizajna, upravljanja građevinama i opšte nauke i matematike. To obično dovodi do BSc diplome. B.Sc. stepen zajedno sa izvesnim projektnim ili građevinskim iskustvom je dovoljan za većinu početnih pozicija. Diplomske škole mogu biti opcija za one koji žele da idu dalje u zahtevnije građevinske i inženjerske predmete koji se predaju na dodiplomskom nivou. U većini slučajeva diplomirani građevinski inženjeri stiču diplome u oblasti građevinskog inženjerstva, inženjerskog menadžmenta ili poslovne administracije.

## Profesionalni prospekti
Profesionalni prospekti inženjera građevinarstva uglavnom imaju snažne ciklične varijacije. Na primer, počev od 2008. godine i idući bar do 2011. godine, izgledi za dobijanje posla su bili loši zbog kolapsa ekonomije stambenih mehura u mnogim delovima sveta. Ovo je oštro smanjilo potražnju za građevinskim radovima, prisililo građevinske stručnjake da se preusmere na infrastrukturnu izgradnju, te je time povećana konkurenciju sa kojom su suočeni uspostavljeni i novi građevinski inženjeri. Ova povećana konkurencija i temeljno smanjenje količinske potražnje je paralelno sa mogućim pomakom u potražnji građevinskih inženjera usled automatizacije mnogih inženjerskih zadataka, što je u celini rezultiralo redukovanim profesionalnim izgledima građevinskih inženjera. Početkom 2010, građevinska industrija Sjedinjenih Država imala je stopu nezaposlenosti od 27%, što je skoro tri puta više od 9,7% nacionalne prosečne stope nezaposlenosti. Stopa nezaposlenosti u građevinarstvu (uključujući trgovce) uporediva je sa stopom nezaposlenosti u Sjedinjenim Državama iz 1933. godine - najnižom tačkom Velike depresije - od 25%.

## Prihodi
Prosečna zarada inženjera građevine u Velikoj Britaniji zavisi od sektora i tačnije nivoa iskustva pojedinca. Istraživanje o naknadama i zaradama onih koji rade na poslovima u građevinarstvu i industriji građevinskog okruženja za 2010. godinu pokazala su da je prosečna plata inženjera građevine u Velikoj Britaniji bila 29.582 funte. U Sjedinjenim Državama, u maju 2013. godine, prosek je bio 85.640 dolara. Prosečna zarada varira u zavisnosti od iskustva, na primer prosečna godišnja plata građevinskog inženjera sa iskustvom između 3 i 6 godina je 23,813 funti. Za one koji imaju između 14 i 20 godina iskustva prosek je 38.214 funti.

## Literatura
- W.F. Chen; J.Y. Richard Liew, ур. (2002). The Civil Engineering Handbook. CRC Press. ISBN 978-0-8493-0958-8.
- Jonathan T. Ricketts; M. Kent Loftin; Frederick S. Merritt, ур. (2004). Standard handbook for civil engineers (5 изд.). McGraw Hill. ISBN 978-0-07-136473-7.
- Muir Wood, David (2012). Civil Engineering: a very short introduction. New York: Oxford University Press. ISBN 978-0-19-957863-4.
- Blockley, David (2014). Structural Engineering: a very short introduction. New York: Oxford University Press. ISBN 978-0-19-967193-9.
- Dean, R.G.; Dalrymple, R.A. (2004), Coastal Processes with Engineering Applications, Cambridge University Press, Bibcode:2004cpea.book.....D, ISBN 9780521602754
- Hughes, S.A. (1993), Physical Models and Laboratory Techniques in Coastal Engineering, Advanced series on ocean engineering, World Scientific, ISBN 9789810215415
- Kamphuis, J.W. (2010), Introduction to Coastal Engineering and Management, Advanced series on ocean engineering, World Scientific, ISBN 9789812834843
- Kraus, N.C. (1996), History and Heritage of Coastal Engineering, American Society of Civil Engineers, ISBN 9780784474143
- Sorensen, R. (2013), Basic Coastal Engineering, Springer, ISBN 9781475726657
- International Journal of Emergency Management, ISSN 1741-5071 (electronic) ISSN 1471-4825 (paper), Inderscience Publishers
- Journal of Homeland Security and Emergency Management ISSN 1547-7355, Bepress
- Australian Journal of Emergency Management (electronic) ISSN 1324-1540 (paper), Emergency Management Australia
- Karanasios, S. (2011). In R. Heeks & A. Ospina (Eds.). Manchester: Centre for Development Informatics, University of Manchester
- The ALADDIN Project, a consortium of universities developing automated disaster management tools
- Emergency Management Australia (2003) Community Developments in Recovering from Disaster, Commonwealth of Australia, Canberra
- Plan and Preparation: Surviving the Zombie Apocalypse, (paperback), CreateSpace, Introductory concepts to planning and preparing for emergencies and disasters of any kind.
- Bates and Jackson, 1980, Glossary of Geology: American Geological Institute.
- Krynine and Judd, 1957, Principles of Engineering Geology and Geotechnics: McGraw-Hill, New York.
- Holtz, R. and Kovacs, W. , An Introduction to Geotechnical Engineering. 1981. ISBN 0-13-484394-0., Prentice-Hall, Inc.
- Bowles, J. , Foundation Analysis and Design. 1988. ISBN 0-07-006776-7., McGraw-Hill Publishing Company.
- Cedergren, Harry R. , Seepage, Drainage, and Flow Nets. 1977. ISBN 0-471-14179-8., Wiley.
- Kramer, Steven L.  , Geotechnical Earthquake Engineering. 1996. ISBN 0-13-374943-6., Prentice-Hall, Inc.
- Freeze, R.A. & Cherry, J.A., , Groundwater. 1979. ISBN 0-13-365312-9., Prentice-Hall.
- Lunne, T. & Long, M.,(2006), Review of long seabed samplers and criteria for new sampler design, Marine Geology, Vol 226, p. 145–165
- Mitchell, James K. & Soga, K. , Fundamentals of Soil Behavior (3rd изд.). John Wiley & Sons. 2005. ISBN 978-0-471-46302-3., Inc.
- Rajapakse, Ruwan., (2005), "Pile Design and Construction", 2005.  0-9728657-1-3
- Fang, H.-Y. and Daniels, J.  Introductory Geotechnical Engineering : an environmental perspective. 2005. ISBN 0-415-30402-4., Taylor & Francis.
- NAVFAC (Naval Facilities Engineering Command) (1986) Design Manual 7.01, Soil Mechanics, US Government Printing Office
- NAVFAC (Naval Facilities Engineering Command) (1986) Design Manual 7.02, Foundations and Earth Structures, US Government Printing Office
- NAVFAC (Naval Facilities Engineering Command) (1983) Design Manual 7.03, Soil Dynamics, Deep Stabilization and Special Geotechnical Construction, US Government Printing Office
- Terzaghi, K., Peck, R.B. and Mesri, G. , Soil Mechanics in Engineering Practice. 1996. ISBN 0-471-08658-4. 3rd Ed., John Wiley & Sons, Inc.
- Santamarina, J.C., Klein, K.A., & Fam, M.A. (2001), "Soils and Waves: Particulate Materials Behavior, Characterization and Process Monitoring", Wiley,  978-0-471-49058-6
- Firuziaan, M. and Estorff, O., (2002), "Simulation of the Dynamic Behavior of Bedding-Foundation-Soil in the Time Domain", Springer Verlag.
- „Gov.ns.ca”. Gov.ns.ca. Архивирано из оригинала 21. 7. 2011. г. Приступљено 2. 7. 2011.

## Spoljašnje veze
- „History and Heritage of Civil Engineering”. ASCE. Архивирано из оригинала 16. 2. 2007. г. Приступљено 8. 8. 2007.
- „What is Civil Engineering”. Institution of Civil Engineers. Приступљено 15. 5. 2017.